# Nexus cyrtoidopsis
Nexus cyrtoidopsis is een vliegensoort uit de familie van de Mythicomyiidae. De wetenschappelijke naam van de soort is voor het eerst geldig gepubliceerd in 1987 door Hall and Evenhuis.